# Поль, Эванс
Эванс Поль (фр. Evans Paul; род. 25 ноября 1955, Порт-о-Пренс, Гаити) — гаитянский политический и государственный деятель, премьер-министр Гаити (16 января 2015 — 26 февраля 2016), исполняющий обязанности президента Гаити (7—14 февраля 2016), мэр Порт-о-Пренса (1990—1995), лидер Объединённого комитета Демократической партии Гаити и движения Демократическая конвергенция. журналист, радио- и телеведущий, кандидат на пост президента Гаити на выборах 2006 года.

## Биография
Был сторонником Жана-Бертрана Аристида. За политическую деятельность в 1988 году был заключён в тюрьму. Член левой партии Фанми Лавалас (Национальный фронт за перемены и демократию). С 1974 по 1976 год вёл программу «Plume» на Radio Caraïbes.
В 1990 году после успеха партии стал мэром столицы Гаити. До 2004 года входил в движение «Демократическая конвергенция», которая в 2004 году способствовала свержению Аристида. В 2006 году безуспешно баллотировался на пост президента Гаити от имени Демократической партии Гаити.  
7 февраля 2016 года стал исполняющим обязанности президента Гаити, после того, как в тот день истёк срок полномочий президента Мишеля Мартейи. После избрания новым президентом Жоселерма Привера оставил кресло и.о. президента страны.